# Phytocoris varius
Phytocoris varius är en insektsart som beskrevs av Knight 1934. Phytocoris varius ingår i släktet Phytocoris och familjen ängsskinnbaggar. Inga underarter finns listade i Catalogue of Life.